# Хемус (списание)
Вижте пояснителната страница за други значения на Хемус.
Българо-унгарско списание за култура и обществен живот „Хемус“ (на унгарски: Haemus Bolgar-Magyar Társadalmi és Kulturális folyóirat) е българско обществено-културно списание в Унгария. То е тримесечник и се разпространява в цяла Унгария с абонамент. Изданието е двуезично и излиза на български и на унгарски език. Основните теми в него са от областта на културата, литературата, историята и обществото. Тиражът на списанието възлиза на 500 бр. Финансира се от Фонда за национални и етнически малцинства на Унгария и от Българското републиканско самоуправление. Има и съпътстваща издателска дейност. То се списва и отпечатва в град Будапеща.

## История
Списанието е основано през 1991 г. от Дружеството на българите в Унгария. Първият му брой излиза през 1992 г., за празника на светите братя Кирил и Методий. След 1995 г. се издава от Българското републиканско самоуправление.
Първият главен редактор е Тошо Дончев. От 1996 г. Светла Кьосева става отговорен редактор, а от 2001 г. е главен редактор. ISSN 1216 – 2590

## Екип
Настоящ екип:
- Отговорен издател: Данчо Мусев
- Главен редактор: Светла Кьосева
- Художествен редактор: Димитър Русев